# James R. Toberman
James Robert Toberman (ur. 22 czerwca 1836, zm. 26 stycznia 1911) – amerykański polityk, 12-sty burmistrz Los Angeles.
Do Los Angeles przybył w 1864 roku. Był sześciokrotnie wybierany na burmistrza, dwie kadencje sprawował w latach 1872-1874, cztery w latach 1874-1882. Za czasów jego rządów po raz pierwszy użyto elektrycznego oświetlenia w mieście, wybrukowano Main Street a także zorganizowano południowy oddział (Southern Branch) Uniwersytetu Kalifornijskiego, Izbę Handlową, klub sportowy Athletic Club, powstała także gazeta Los Angeles Herald.